# Marvel Zombies 4
Marvel Ƶombies IV (En España Titulado Marvel Zombis 4: Los Hijos de la Medianoche) es una serie de Historietas Estadounidense publicado por Marvel Comics, entre Abril y Setiembre de 2009. Es la cuarta entrega de la serie limitada Marvel Ƶombies. La serie es escrita por Fred Van Lente, dibujada por Kev Walker, y portada por Greg Land.

## Sinopsis
La historia comienza con un flashback de Michael Morbius, haciendo su despedida a su esposa Martine Morbius; El cual, tenía una gran sed de venganza en contra de los Zombis que invadieron su mundo y recordando como su contraparte Zombificada lo trató por algunas semanas. Vemos de nuevo al equipo de supermonstrous Los Hijos de la Medianoche (Que está conformado por: Michael Morbius, Jack el hombre lobo, Daimon Hellstrom y la sobeviviente de Marvel Zombies 3 Jennifer Kale). Como parte de su primera misión, investigan un Crucero atacado por Hombres-Pez Zombificados. Cuando los Hijos de la Medianoche destruyen a los Hombres-Pez, Morbius revela que él ha diseñado genéticamente un oxidante bacterial, que causa a los zombis una explosión interna. A través de su testimonio en vídeo, Morbius también revela que cada uno de los hijos de medianoche había tomado la vacuna que desarrolló.
Mientras tanto, la versión Zombificada de Deadpool, la cual, solo poseía su cabeza y el Zombie (Simon Garth) se revela, que han sido la causa de este lío; luego de haber escapado de las instalaciones de SHIELD al final de Zombis Marvel 3, usaron un teletransportador de la base, el cual lo llevó al fondo del Mar Caribe, donde cabeza de Deadpool infecta a todos los Hombres-Pez. Garth fue obligado a viajar a la nación insular de Taino en el mar Caribe con la cabeza de Deadpool, al llegar a la isla y conversar sobre una inmunidad en esa isla para los dos; Black Talon capturó a Garth y a la cabeza de Deadpool, pero no sin antes morder a uno de los ayudantes de Talon.
Cuando los Hijos de la Medianoche matan al último de los Hombres-Pez, exploran el barco y son atacados por el líder de los Hombres-Pez, el zombificado Piranha. Al final de este capítulo, Black Talon hace una llamada a The Hood, ofreciéndole el virus Zombie para acabar con los Superhéroes de todo el mundo.
El capítulo 2, comienza con el flashback de Jennifer Kale, dirigido a uno de los muertos en Marvel Zombies 3, con su promesa de venganza contra los que lo asesinaron. 
El crucero que contiene a los hombres-pez zombificados, se escapan, estando cerca de una playa con un grupo de gente, pero antes de que los zombis puedan atacar a los seres humanos en la playa, Kale teletransporta a todos los Hijos de la Medianoche a la playa y Hellstrom, destruye la nave con una gran explosión, a partir de una falla de los motores con su fuego infernal, acabando de una buena vez con los hombres-pez.
Mientras tanto, The Hood confiere con sus cohortes Centurias, Mandrill y Crossfire. El Maestro de The Hood, Dormammu, contacta con él silenciosamente, diciéndole que debe obtener el virus, a pesar de las protestas de sus subordinados, ya que el virus es demasiado peligroso. El teletransportador de The Hood lo lleva a la plantación de Black Talon en Taino, y durante su reunión con Black Talon, Dormammu advierte a The Hood que se están acercando Los Hijos de la Medianoche, por lo que le pide que se apresure, así que comienza una lucha entre ambos. Durante esta lucha, la cabeza de Deadpool muerde en los dedos a uno de los esbirros de Black Talon, que se convierte en un zombi y muerde a otro de sus secuaces, Garth lo libera de la jaula donde se encontraba y a continuación, se escapan. 
A medida que un grupo de zombis se acerca, los hijos de la medianoche comienzan a luchar contra ellos y contra The Hood; Morbius les dispara con su vacuna, causando la explosión a una gran cantidad de Zombis. Sin embargo, su vacuna hace que el virus mute y se convierta en aerotransportable (esto es en forma de nube y la sangre que es derramada desde cualquier lugar, hace que infecte a las personas sanas); una nube verde que proviene de la vacuna de Morbius, se derrama nuevamente sobre los Zombis, lo cual, envuelve todo el cielo nocturno y mata violentamente a todos los Zombis rápidamente. Como Jennifer Kale reza por su vida, por su inminente final, Dormammu le responde y le ofrece grandes potenciales mágicos.
Al inicio del próximo capítulo, el videotestamento de Jack (Hombre Lobo), se dirige a su hermana Lissa. Habla de cómo, muerto o vivo, él es feliz. Después de esto vemos a Jennifer rechazar la propuesta de Dormammu y ella como respuesta, invoca al Hombre Cosa (un ser parecido al Cthulhu de H.P Lovecraft). The Hood ha sido capturado por Los Hijos de la Medianoche, que ha perdido todos sus poderes mágicos. Ellos retroceden de la nube asesina que se hizo durante la batalla, la cual, mató a todo un pueblo. Simon y Deadpool (Que ahora se autoconsidera Z-Pool) van a pie a través de la lluvia, siendo seguidos de cerca por el Hombre Cosa. Jennifer indica al resto del grupo que el Hombre Cosa, se estaba destruyendo a causa de la lluvia, pero se regeneraba el doble de rápido debido a la tierra a su alrededor, ya que sus poderes provienen a partir de ahí. Después, Z-pool muestra un talento de controlar la lluvia, la cual, crea a un superzombie a partir de tres cuerpos de tres superseres muertos por la infección. Después de una batalla algo corta, el superzombie mata aparentemente al hombre cosa, al utilizar la lluvia como ventaja y destrozarlo. Como Jennifer llora su muerte, deja pensando a todos los miembros del grupo y a The Hood, una forma de acabar con la plaga de una buena vez. Luego de pensar con su amigo muerto, Jennifer ve que detrás de ella esta Jack en su forma humana zombificada, revelando que la vacuna lo ha infectado, lo cual, deja a Kale gritando el nombre de Dormammu. Cuando Morbius va a llamar a SHIELD, para que se haga un ataque nuclear sobre la zona, Kale muestra la capacidad de actuar con poder de Dormammu.
En el último capítulo de esta serie, aparece el Video de Hellstrom, el cual, muy sereno y relajado, solo dice el nombre de su esposa muerta Patsy. En ese momento, en Shield se ordena que en poco tiempo será el ataque nuclear y que si ninguno de los Hijos de la Medianoche aparece, que fueran honrados como heroes. Jennifer (Controlada por Dormammu), le dice a Morbius que ella se encargará del virus, así que lo deja con Jack Zombie, el cual le recuerda que solo es un monstruo, y por culpa de él se convirtió en un ser peor a lo que era; por otro lado, Deadpool y Garth siguen buscando un lugar tranquilo y pacífico en donde vivir, pero al tener control de la Nube asesina, solo traen caos y muerte a cualquier sitio, así que este al ver el mar y pensar que en ningún lugar se puede vivir en paz, desde su subconsciente (Que además, también poseía su cuerpo entero) y controlando la nube, comienza a enfrentarse contra Jennifer, que al final, pierde sin ninguna contemplación de parte de ella, por su odio y rencor contra el, por todo lo que causó en Marvel Zombies 3.
Mientras tanto, Morbius y Jack siguen enfrentándose, pero Jack, al pedirle que lo asesinara sin piedad, Morbius le dice que no puede y que debe respetar su decisión, en ese momento, se ingenia de que manera puede acabar con el virus y Volver a la normalidad a Jack, así que crea una luna artificial con sus poderes y lo convierte nuevamente en Hombre Lobo (Que era inmune al virus Zombi). Ya con una solución a la infección, Hellstrom intenta reaccionar a Jennifer del dominio de Dormmamu, pero este, se camufla como su esposa y le empieza a decir que al rescatarla del Infiertno, él va a su búsqueda, lo cual, lo convirtió en un ser Infernal, pero que fue expulsado por el humano que era. Así que al no aguantar más las palabras de Dormmamu, Daimon exorxiza a Jennifer y le pide que resista, a lo que al final logra y expulsa de su cuerpo a Dormmamu.
Así que Morbius, obliga a Black Talon que detenga con sus poderes momentáneamente el virus, junto a The Hood y Jennifer, hasta que encuentre un zombi con que llevarlo en su interior, lo cual, Talon le recuerda que ya ha acabado con todos sus Zombis súbditos; pero en ese momento, llega Simon Garth y en su mano, la máscara de Deadpool, lo cual Jennifer piensa que lo derrotó con su enfrentamiento final, así que Garth accede a ser el que deposite el virus dentro de sí mismo, así que Morbius le dice a los de Shield que no lancen las bombas, ya que acabó con él.
Al final, The Hood recupera sus poderes y decide irse, no sin antes advertirles a los Hijos de la Medianoche que se volverán a ver nuevamente, muy pronto. Con esto, ellos se preguntan que sucedió con la cabeza de Deadpool, lo cual dejan como un misterio, ya que Garth no tiene posibilidades de hablar de esto.
Así que al terminar las dudas de que sucedió con La Piscina de la Muerte, aparece nuevamente en medio del mar, cantando una canción de los Beach Boys. luego se hacen masterbrown y fin